# Třinec
Třinec (tjekkisk: [ˈtr̝̊ɪnɛts] (polsk: Trzyniec [ˈtʂɨɲɛt͡s] ( lyt); tysk: Trzynietz) er en by i distriktet Frýdek-Místek i regionen Mähren-Schlesien i Tjekkiet med omkring 34.000 indbyggere.
Byen er et vigtigt kulturelt centrum for det polske mindretal, som udgør 12,1% af befolkningen (fra 2021).
Třinec er kendt for stålværket Třinecké železárny (Třinec Iron and Steel Works) , det største i landet, som stadig har stor indflydelse på byen, dens karakter, demografi og luftkvalitet.

## Inddeling
Třinec består af tretten bydele og landsbyer:
- Dolní Líštná
- Guty
- Horní Líštná
- Kanada
- Karpentná
- Kojkovice
- Konská
- Lyžbice
- Nebory
- Oldřichovice
- Osůvky
- Staré Město
- Tyra

## Etymologi
Navnet Třinec er af topografisk oprindelse, afledt af det slaviske ord for tagrør (polsk: trzcina, tjekkisk: třtina).

## Geografi
Třinec ligger omkring 22 km øst for Frýdek-Místek og 30 km sydøst for Ostrava. Det ligger i den historiske region Cieszyn Schlesien, på grænsen til Polen og også nær grænsen til Slovakiet, som er omkring 20 km fra byens centrum.
Třinec ligger ved floden Olza. Det bebyggede område ligger cirka 300 meter over havets overflade. Den nordlige del af kommunens område ligger i de mährisk-schlesiske forbjerge. Den sydlige, tyndt befolkede del ligger i bjergkæden de mæhrisk-schlesiske Beskider, som også hører til det beskyttede landskabsområde Beskydy. Kommunegrænsen løber langs toppen af flere bjerge, bl.a. Ostrý (med en højde på 1.044 moh.det højeste punkt i Třinec), Smrčina på 1.015 moh., Šindelná 1.00 moh. og Javorový på 1.032 moh.

## History
Den første skriftlige omtale af Třinec er fra 1444, men landsbyen blev sandsynligvis grundlagt allerede i anden halvdel af det 14. århundrede.  Politisk tilhørte landsbyen Hertugdømmet Cieszyn, en afgift fra Kongeriget Bøhmen, som efter 1526 blev en del af det habsburgske monarki. I 1770 havde landsbyen omkring 200 indbyggere og var en landbrugsby.
Området var rigt på jernmalmsforekomster og havde tilstrækkelig vandenergi og høj forsyning af træ, hvilket var hovedårsagerne til at etablere et jernværk der. Jernmøllen startede driften i 1839 og blev den største i hele Cieszyn Schlesien og blev en vigtig milepæl i landsbyens historie, som omorienterede sig til industrien. Efter opførelsen af Košice-Bohumín-jernbanen i 1871 skete en hurtig udvikling af byen.
Efter revolutionerne i 1848 i det østrigske imperium blev der indført en moderne kommunal opdeling i det genetablerede østrigske Schlesien . Landsbyen som kommune blev føjet til det politiske og juridiske distrikt Cieszyn. Ifølge folketællinger foretaget i 1880-1910 voksede kommunens befolkning fra 1.792 i 1880 til 3.849 i 1910, hvor flertallet var polsktalende som modersmål (voksende fra 51,4 % i 1880 til 96,6 % i 1900 og 196,6 % i 1900 og 196 % i 1900). ledsaget af et tysktalende mindretal (højst 32,5 % i 1880, derefter faldende til 12,2 % i 1900 og op til 24,3 % i 1910) og tjekkisktalende (top i 1890 med 17,4 %, derefter faldende til 69,7 %) i 1910 . Religionsmæssigt var flertallet i 1910 romersk-katolikker (63,2 %), efterfulgt af protestanter (34,5 %) og jøder (1,9 %).  Landsbyen var også traditionelt beboet af Cieszyn Vlachs, der talte Cieszyn-schlesisk dialekt.
Efter 1. Verdenskrig, Østrig-Ungarns fald, den polsk-tjekkoslovakiske krig og delingen af Cieszyn Schlesien i 1920 blev det en del af Tjekkoslovakiet. I 1931 fik Třinec byrettigheder.
Efter München-aftalen i oktober 1938 blev den sammen med Trans-Olza- regionen annekteret af Polen, administrativt stødt op til Cieszyn County i Schlesiske Voivodeship. Det blev derefter annekteret af Nazityskland i begyndelsen af Anden Verdenskrig. Efter krigen blev det restaureret til Tjekkoslovakiet.
I 1946 blev landsbyerne Lyžbice, Dolní Líštná og Konská sluttet til Třinec. I 1956-1977 blev der bygget et stort boligområde i Lyžbice, og det blev den mest befolkede bydel af Třinec. Bagefter blev Lyžbice et nyt centrum, der tog pladsen for Staré Město (lit. "gamle by").
Kommunerne Guty, Karpentná, Nebory, Oldřichovice, Ropice, Tyra, og Vendryně blev en del af Třinec i 1980. Vendryně blev en uafhængig kommune i 1995 fulgt af Ropice i 2000. In 2018, Třinec became a statutar city.